# Francesco Spagnolo
Pour les articles homonymes, voir Spagnolo.
Francesco ou Franco Spagnolo, né à Palerme le 13 février 1920 et mort en 1991, est un homme politique italien.

## Biographie
Jeune homme, il est vice-champion d'Italie junior de 100 mètres dos. 
Titulaire d'une laurea en sciences économiques, et fonctionnaire d’État, il est élu en 1958 au conseil municipal de Palerme, sur la liste du Parti national monarchiste. Après avoir suivi la création du Parti monarchiste populaire, il adhère, en 1964, au courant fanfanien de la Démocratie chrétienne. Il est nommé adjoint auprès des maires Francesco Saverio Di Liberto et Paolo Bevilacqua. 
Giovanni Gioia, leader démocrate chrétien palermitain, en veut à son ancien lieutenant, Salvo Lima, d'avoir été mieux élu lors des élections de 1968 à la Chambre des députés. En réaction, l'andréottien Bevilacqua perd son fauteuil de maire de Palerme au profit de Francesco Spagnolo, proche de Gioia, le 24 octobre 1968. 
Après le massacre mafieux de la viale Lazio en décembre 1969, il déclare devant la Commission parlementaire anti-mafia, que celle-ci « a pour objectif de découvrir ce qui n'est pas là. »
Puis, il subit une campagne de presse contre lui de la part de L'Ora quand il mute un policier municipal ayant verbalisé un membre de sa famille. Lâché par ses soutiens, il démissionne en juillet 1970 au profit de Vito Ciancimino.
Le 8 juillet 1975, il remplace le député régional Nino Muccioli, démissionnaire, à l'Assemblée régionale sicilienne, puis se retire de la scène politique et meurt à presque 90 ans.
Membre de l'institut chargé de veiller sur les tombeaux des rois d'Italie au Panthéon (INGORTP), il est distingué de l'insigne de garde d'honneur.